# 箕面自由学園小学校
箕面自由学園小学校（みのおじゆうがくえんしょうがっこう）は、大阪府豊中市宮山町四丁目にある私立小学校。校長は田中良樹氏で系列の高校 中学の校長でもある。

## 沿革
- 1926年 - 箕面学園尋常小学校として設立
- 1941年 - 箕面学園国民学校初等科と改称
- 1947年 - 現校名となる

## 概要
- 学校名に「箕面」が含まれるが、箕面市に属しているのは正門から校舎までの通路部分のみであり、校舎はすべて豊中市に属している。
- スクールバスは小学校の希望者が利用中。その他の児童は公共交通機関などで通学しなくてはいけない。
- 小学校卒業者は外部の中学校に進学する割合が高い。
- 1995年に発生した阪神淡路大震災で旧校舎・新校舎には亀裂が入るなど大きな被害を受けた。時は流れて2009年に旧校舎は改修工事に伴い、爪痕はなくなったが、新校舎の運動場側のベランダには現在も亀裂が残っている。
- 2015年に90周年を迎え、大阪城ホールにて、記念フェスティバルを行った。

## アクセス
- 阪急箕面線 桜井駅より徒歩6分

## 著名な卒業生
- 西田哲朗（プロ野球選手）
- 浜口順子（タレント）